# Воскресеновка (Луганская область)
Воскресеновка (укр. Воскресенівка) — село, относится к Краснолучскому городскому совету Луганской области Украины. Под контролем самопровозглашённой Луганской Народной Республики.

## География
Соседние населённые пункты: село Уткино на западе, посёлок Радгоспный на северо-западе, Баштевич на северо-востоке, посёлки Вергулёвское, Фёдоровка, Буткевич, Широкий на востоке, город Петровское на юго-востоке, село Артёма на юго-западе.

## Население
Население по переписи 2001 года составляло 151 человек.

## Общие сведения
Почтовый индекс — 94546. Телефонный код — 6432. Занимает площадь 0,46 км².

## Местный совет
94540, Луганская обл., Краснолучский горсовет, г. Петровское, пл. Свободы, 1